# Platycoelia forcipalis
Platycoelia forcipalis är en skalbaggsart som beskrevs av Ohaus 1904. Platycoelia forcipalis ingår i släktet Platycoelia och familjen Rutelidae. Inga underarter finns listade i Catalogue of Life.